# Phường 12, Gò Vấp
Phường 12 là một phường thuộc quận Gò Vấp, Thành phố Hồ Chí Minh, Việt Nam.

## Địa lý
Phường 12 nằm ở phía tây quận Gò Vấp, có vị trí địa lý:
- Phía đông giáp Phường 8 và quận Tân Bình
- Phía tây giáp Phường 14
- Phía nam giáp quận Tân Bình
- Phía bắc giáp Phường 8.

Phường có diện tích 1,44 km², dân số năm 2021 là 55.779 người,  mật độ dân số đạt 38.735 người/km².

## Lịch sử
Trước năm 1975, địa bàn Phường 12 hiện nay thuộc xã Thông Tây Hội, quận Gò Vấp, tỉnh Gia Định.
Năm 1976, xã Thông Tây Hội giải thể để thành lập các phường mới thuộc quận Gò Vấp, trong đó có Phường 12.
Ngày 23 tháng 11 năm 2006, Chính phủ ban hành Nghị định số 143/2006/NĐ-CP. Theo đó:
- Điều chỉnh 0,74 ha diện tích tự nhiên của Phường 15 thuộc quận Tân Bình về Phường 12 thuộc quận Gò Vấp quản lý.
- Thành lập Phường 14 trên cơ sở điều chỉnh 209,52 ha diện tích tự nhiên và 28.313 nhân khẩu của Phường 12.
- Điều chỉnh 50,42 ha diện tích tự nhiên và 14.694 người của Phường 12 về Phường 8 mới thành lập.
- Điều chỉnh 55,40 ha diện tích tự nhiên và 17.012 người của Phường 12 về Phường 9 mới thành lập.

Sau khi điều chỉnh địa giới hành chính, Phường 12 còn lại 143,07 ha diện tích tự nhiên, dân số là 47.409 người.